# Suncus varilla
Suncus varilla är en däggdjursart som först beskrevs av Thomas 1895.  Suncus varilla ingår i släktet Suncus och familjen näbbmöss. IUCN kategoriserar arten globalt som livskraftig. Inga underarter finns listade i Catalogue of Life.
Denna näbbmus förekommer i östra och södra Afrika från östra Kongo-Kinshasa och västra Tanzania till Sydafrika. Habitatet varierar mellan skogar, savanner och urbaniserade områden. Arten bygger sina bon ofta i termitstackar.
Arten har på ovansidan kastanjebrun päls med grå skugga och undersidan är täckt av ljusgrå päls. Händer och fötter är helt vita. På svansen förekommer några glest fördelade styva hår och den är brun på ovansidan samt ljusare på undersidan. Den absolute kroppslängden är cirka 90 mm, inklusive en cirka 33 mm lång svans och vikten ligger vid 6,5 g.
Suncus varilla äter främst insekter. Antagligen bildar de flesta hannar och honor monogama par. Liksom hos flera andra näbbmöss följer ungdjuren sin mor i gåsmarsch. Honor kan ha två eller tre kullar under livet och per kull föds 2 till 7 ungar. Under goda förhållanden lever arten 24 till 30 månader.